# 戦争で死んだ兵士のこと
『戦争で死んだ兵士のこと』は、小泉吉宏によって描かれた絵本。一度1997年にベネッセコーポレーションから出版された後にいったん絶版となるが、2001年に再びメディアファクトリーから出版される。

## ストーリー
ある戦死した兵士が、生まれた時まで、徐々にさかのぼっていくストーリー。ごくありふれた日常生活の中で、友達と遊んだり、婚約者と楽しい日々を送っているシーンなどが盛り込まれながらも、戦争の引き起こした悲劇・不幸を表現していると同時に、平和を願う気持ちも表現している。各文章の下に英訳文もついている。